# Netzwerk Europäische Bewegung Deutschland
Den Tyske Europabevægelse eller Netzwerk Europäische Bewegung Deutschland (forkortes 'Netzwerk EBD') (grundlagt 1949) er en pro-europæisk, tværpolitisk sammenslutning af tyske interessegrupper, som enten direkte eller indirekte arbejder med eller inden for EU/Europa-området med kontorer i både Bonn og Berlin. Organisationen sponseres af det tyske udenrigsministerium (Auswärtiges Amt) og indgår i et tæt samarbejde med ministeriet, primært som formidler af forskellige politiske tiltag, men samarbejder i øvrigt med alle former for EU-aktører og interesser på såvel nationalt som internationalt niveau. Som medlem af bevægelsen optages kun organisationer, institutioner og virksomheder.
Den grundlæggende ide bag Den Tyske Europabevægelse er at samle al europapolitisk ekspertise i et netværk, hvori denne ekspertise kan forbindes og forstærkes. Via dette tætte samarbejde med politiske institutioner og medlemsorganisationer søger organisationen løbende at forbedre formidlingen af politiske tiltag samt forbedre den europapolitiske koordination i Tyskland. Organisationen er medlem af Den Internationale Europabevægelse (European Movement International).

## Organisation og struktur
Netværket er en non-profit organization anerkendt af Det tyske Udenrigsministerium(Auswärtiges Amt) og finansieres delvist over det Tyskland føderale budget. Netværket kan – omend i snæver forstand – kategoriseres som en NGO – non-governmental organization.
Netværkets struktur udgøres af følgende organer: generalforsamlingen, bestyrelsen samt generalsekretæren. Generalforsamlingen finder sted årligt. Hver medlemsorganisation har en stemme ved generalforsamlingen. Bestyrelsen leder netværkets aktiviteter og repræsenterer netværkets mange sektorer.
Poltisk og organisatorisk tegnes organistionen udadtil af netværkets bestyrelse. Netværkets bestyrelse består af 22 personer og fungerer i princippet som en almindelig bestyrelse med formand, næstformand, kasserer, m.m. Der stræbes i udgangspunktet efter, at bestyrelsens medlemmer for så vidt muligt repræsenterer netværkets brede skare af medlemsorganisationer.
Den daglige drift varetages af generalsekretariatets 10 medarbejdere, herunder et vekslende antal praktikanter, som ledes af generalsekretær Bernd Hüttemann.

## Arbejdsopgaver[1]
Netværket forsøger at organisere og intensivere EU-/Europa-debatten gennem samarbejde og dialog mellem EU-aktører på såvel nationalt som internationalt plan. Blandt netværkets aktiviteter er understøttelse af netværkets medlemsorganisationer.
Dette sker primært gennem afholdelse særligt samarbejdsaktiviteter med henblik på at øge samarbejdet mellem medlemmerne af netværket samt informationsgivende og uddannende aktiviteter om EU/Europa-relaterede emner. Det være sig alt lige fra diskussioner og debatter om EU-Kommissionens konsultationsprocedure til informationsarrangementer om nylige Ministerrådets beslutninger.
Netværket er desuden ansvarlig for udvælgelsen af tyske studerende, der søger om optagelse ved Europakollegiet (Brügge, Belgien; Natolin, Polen).
Desuden organiserer kontoret i Bonn årligt en konkurrence, som omkring 200.000 elever fra grundskolen og gymnasiet deltager i.

## Medlemsorganisationer
Netværkets 221 medlemsorganisationer  repræsenterer alle samfundets grupper: virksomhed- og fagforbund, fagforeninger, uddannelsesinstitutioner, fonde, partier, enkelt virksomheder, m.fl.
Som medlem optages kun andre organisationer, institutioner og virksomheder. Blandt netværkets medlemmer finder man derfor partier, nationale sammenslutninger og fagforeninger samt tænketanke og universiteter.
Blandt organisationens medlemmer er kendte organisationer og virksomheder såsom Volkswagen, WWF Deutschland og Deutsche Telekom samt størstedelen af de landsdækkende partier, herunder CDU, SPD og FDP.
Grundet denne mangfoldighed af mere end 200 medlemsorganisationer er netværket sjældent I stand til at tage et entydigt standpunkt. Af denne grund træffer netværket sjældent same slags beslutninger som andre NGO’er.

## Formænd siden 1949
- Paul Löbe, fhv. formand for Bundestag 1949-1951
- Eugen Kogon, 1951-1953
- Ernst Friedlaender, 1954-1958
- Hans Furler, 1958-1966
- Ernst Majonica, 1966-1976
- Horst Seefeld, fhv. MEP, 1976-1980
- Walter Scheel, fhv. formand for Bundestag, 1980-1985
- Philipp Jenninger,fhv. formand for Bundestag, 1985-1990
- Annemarie Renger, fhv. formand for Bundestag, 1990-1992
- Hans-Dietrich Genscher, fhv. udenrigsminister, 1992-1994
- Rita Süssmuth, fhv. formand for Bundestag, 1994-1998
- Wolfgang Thierse , fhv. formand for Bundestag, 1998-2000
- Monika Wulf-Mathies, fhv. EU-kommissær, 2000-2006
- Dieter Spöri, fhv. minister, siden 2006